# Electric (logiciel)
Pour les articles homonymes, voir Electric.
Electric est un outil de CAO électronique développé par Steven Rubin sous l'appellation anglophone « Electric VLSI Design System ». Il est utilisé pour dessiner des schémas électroniques et pour concevoir des plans de circuits intégrés. Il peut aussi gérer des langages de description de matériel comme VHDL ou Verilog.
Electric a été distribué comme logiciel libre depuis plusieurs années et fait aujourd'hui partie du projet GNU.

## Outils et Technologies
Electric intègre de nombreux outils d'analyse et de synthèse, parmi lesquels:
- « Design rule checking (en) »
- « Electrical Rule Checking »
- Simulation

Electric supporte de nombreuses technologies:
- CMOS
- NMOS
- Transistor bipolaire
- Schémas électroniques (en)